# 董倫
董倫（1324年—1403年），字安常，號貝川，明代山東恩縣董家堂村（現武城縣武城鎮蔣王莊）人。
世居燕之宛平，刻苦用功，遍讀經史子集。洪武十五年（1383年），因張以寧的推薦，被召至南京任右贊善大夫，成為懿文太子侍讀，受到朱元璋的嘉許，進左春坊大學士。太子病逝，出為河南左參議。曾推薦肇州諸葛伯衡。建文帝時期，拜禮部左侍郎，修《太祖高皇帝實錄》二百五十七卷。永樂元年（1403年），告老還鄉，不久病逝。